# Charles Foley
Charles Foley (Paris, França, 9 de Janeiro de 1861 -  27 de fevereiro de 1956) foi um escritor, historiador e dramaturgo francês.

## Biografia
Foley fez seus estudos em Condorcet e, desde a idade de 8 ou 10 anos, decidiu se dedicar à literatura. Seu pai, que era médico, encorajou-o fortemente nessa direção e facilitou o início de seu filho; na «La Revue Bleue» surge o primeiro romance de Charles Foley. Pouco depois, aos 19 anos, ele publicou, com o editor Monier, sob o título "Les Saynètes", seu primeiro volume de poesias.
Soldado voluntário, Charles não mais escreveu poesias; seus dois primeiros romances foram "Guerre de Femmes" e "La Course au Mariage". O jovem escritor fazia parte do círculo de Volney, onde Dieudonné, Dumény, Ms. Amel, Matrat e Maria Legault fizeram algumas de suas peças.
Charles Foley continuou a escrever romances, e algumas peças; entre os romances, “Les Colonnes Infernales”, “L'Otage”, “Vendée!”, “Cœur de Roi”, “Guilleri Guilloré”, “Les Mauvais Gars”, “Jean des Brumes”, e entre os romances históricos, “Le Roi des Neiges”, “Fleur d'Ombre”, “L'Histoire de la Reine de Bohème et de ses sept châteaux”. Entre os estudos da vida contemporânea e costumes, estavam “Les Cornalines”, “Monsieur Belle-Humeur”, “Mulot et Gendres”, “Drames de coulisses”, “Jolies Ames”, entre outros.
Femina publicou “Tuteur”, e o autor sofreu a queda do sucesso com seu romance de alto impacto social e que apresentava um argumento sobre o dinheiro, intitulado “L'Ecrasement”.
Foley é também o autor de “Le Vieux de la Rouquine”, de “La Nuit Rouge”, e de “Un concert chez les fous”, em colaboração com André de Lorde, dramas que foram recebidos no Théâtre du Grand Guignol. Outros títulos do escritor, traduzidos em várias línguas: “Kowa la Mystérieuse”, “La Chambre au judas”, “Des Pas dans la Nuit”. Sua obra o colocou entre os principais autores da época, mediante sua preocupação com a verdade histórica. Delicado, sutil e profundo, estudou a alma da sociedade moderna e a pintou com sensibilidade apurada.
Charles Foley sucessivamente publicou seus contos e romances nas revistas L'Illustration, Femina, Le Temps, Le Gaulois, nos Annales Politiques et Littéraires, na Revue Bleue, no Conteur Populaire, e na Revue Hebdomadaire. Tornou-se, com o tempo, um profundo estudioso e um bibliófilo, dando palestras históricas na L'Écho de Paris, as “Causeries d'Histoire”. Vários destes estudos foram traduzidos e publicados em revistas de Viena e Berlim.
Charles Foley é o autor de “Au Téléphone”, o drama pungente e trágico moderno, imprevisto, que lhe garantiu o triunfo. “Au Téléphone” foi encenado mais de mil e duzentas vezes em toda a Europa e América, e manteve-se no repertório do théâtre Antoine.

## Lista de obras
Romances e Peças
- 1884. Les saynètes, Monnier.
- 1886. Les bonnes amies, id.
- 1887. Guerre de femmes, gens de province, Cerf.
- 1888. La course au mariage (gens de partout), id.
- 1890. Risque-Tout, P.
- 1891. Bonheur conquis, P.
- 1892. Caprice de reine, P.
- 1894. Les bonnes amies, T. S.
- 1894. Bourrasque, T. S. ; 1904, Librairie Molière.
- 1894. Cœur-de-Roi, P. ; 1906, Ht.
- 1894. Saynètes galantes, Cerf.
- 1895. Les Cornalines
- 1896. La dame aux millions; 1912, Fon.
- 1897. M. Belle-Humeur
- 1897. Petites amoureuses
- 1897. Vendée, Leduc.
- 1897. La vie sentimentale. Jolies âmes, obra premiada pela Académie Française (prêmio Montyon)
- 1898. Mulot et gendres
- 1899. L'otage, P.
- 1899. Zéphyrin Baudru
- 1901. Le roi des neiges, Ce.
- 1902. Drames de coulisse, Librairie Molière.
- 1902. Un trésor dans les ruines, Mame.
- 1902. La vie tragique. Au téléphone, Juven.
- 1903. Avec sa mère, Librairie Molière.
- 1903. Les colonnes infernales, Jn.
- 1903. La dame d'Espouillac, Librairie Molière.
- 1903. La demoiselle Blanche, Mame.
- 1903. Fiancés de printemps, T. M.
- 1903. Guilleri Guilloré, Fon.
- 1903, Mme de Lamballe, Jv.
- 1903. Moulard n'est pas heureux, Librairie Molière.
- 1903. La soif rouge. Marion Franchet, Jn.
- 1904. Alfred, Librairie Molière.
- 1904. L'émailleuse, Librairie Molière.
- 1904. Fleur d'ombre, Fon.
- 1904. Vendée, T. M.
- 1905. Au téléphone, Librairie Molière., com André de Lorde
- 1905. La nuit rouge, idem
- 1906. Hist. de la reine de Bohême et de ses sept châteaux, T. M.
- 1906. Les mauvais gars, id.
- 1907. L'anneau fatal, id.
- 1907. Peur folle, Librairie Molière.
- 1907. Le vieux de la Rouquine, id.
- 1907. L'écrasement, Libr. gén. d'Educ.
- 1908. Jean-des-Brumes
- 1908. Kowa la mystérieuse, Lafitte.
- 1908. Tuteur, Ningler.
- 1909. Un concert chez les fous.
- 1909. M. Belle-Humeur.
- 1909. Nouvelles choisies pour tous, por Foley et al., Michel.
- 1910. La chambre au judas. Récits, Tallandier.
- 1911. Divettes d'un soir, Tal.
- 1911. Les drames mystérieux. Au téléphone. Un concert chez les fous. La nuit rouge, Tal., com Andre de Lorde.
- 1911. Des pas dans la nuit, Tal.
- 1911. Le petit Décaméron, id.
- 1912. Deux femmes, Renaissance du Livre.
- 1912. Femmes aimées, femmes aimantes, Tallandier.
- 1912. Les miettes de l'amour, id.
- 1912. Pernette en escapade, id.
- 1913. Les fantoches de la peur (1732 à 1794), Bloud.
- 1913. Les mauvais gars, T. M.
- 1913. Mulot et gendres, Rf.
- 1913. On tue dans l'ombre, Tallandier.
- 1914. L'arriviste amoureux, Renaissance du Livre.
- 1914. Coeurs tendres, Tal.
- 1914. La source aux rêves, Tal.
- 1915. La guerre vécue, Tal.
- 1915. Prince d'Allemagne, id.
- 1915. La vie de guerre, B. Lev.
- 1916. La victoire de l'or, Renaissance du Livre.
- 1917. Sylvette et son blessé, Flammarion, obra premiada pela Académie Française (prêmio Montyon)
- 1918. Amants ou fiancés, Renaissance du Livre.
- 1918. Le roman d'un soldat, Flammarion.
- 1918. Un second amour, Renaissance du Livre.
- 1919. Un amant dans les nuages, id.
- 1919. Un roi de Prusse, voleurs de géants, Lafitte.
- 1920. Les colonnes infernales ; la source aux rêves, Tallandier.
- 1920. Le cousin riche, Librairie théâtrale.
- 1920. Fiançailles tragiques, Ferenczi.
- 1920. Loïk, Librairie théâtrale.
- 1921. Cœur de mondaine, Ferenczi.
- 1921. Les confidences galantes, Am.
- 1921. Le drame des Eaux-Mortes, Ferenczi.
- 1921. La folie de l'or, id.
- 1921. Une folle jeunesse, Renaissance du Livre.
- 1921. Tante Coco, Ferenczi.
- 1922. L'anneau fatal, T. M.
- 1924. Le Parc aux oiseaux bleus, Flammarion.
- 1925. Cabotinette, Fl.
- 1925. Cœur de roi, Renaissance du Livre.
- 1925. Frissons d'amour, Rf.
- 1925. Hist. de la reine de Bohême et de ses sept châteaux, Mame.
- 1925. Le Cornac et son phénomène, France-Ed.
- 1925. Le cygne au collier d'or, Flammarion, obra premiada pela Académie Française (prêmio Montyon)
- 1925. Les bonnes amies, Librairie théâtrale.
- 1925. Les émotions de tante Jeanne, Flammarion.
- 1925. Professeur de beauté, Librairie théâtrale.
- 1925. Sylvette et son blessé (Flammarion)
- 1926. L'amour de Marion, Renaissance du Livre.
- 1926. La marraine de Georgette, Flammarion.
- 1926. La muse d'Espouillac, Librairie théâtrale.
- 1927. Les chasseurs du roi, Flammarion.
- 1928. La cloche des perdus, Flammarion.
- 1928. La flamme s'éteint, Flammarion.
- 1928. Les nuits du bagne, Librairie théâtrale.
- 1929. Le manoir aux loups, Flammarion.
- 1930. Duchesse ou Diva? Flammarion.
- 1930. La cousine inconnue, Flammarion.
- 1930. Marion Jacotte, Flammarion.
- 1931. Micie, ou la petite fille aux larmes d'or, Fy.
- 1931. Princesse d'un soir, Flammarion.

Artigos
- 1887. Un ingrat, nouvelle, RB., 13, p. 84-89.
- 1891. Une vie dans l'ombre, nouvelle, RB., 22, p. 495-500.
- 1892. Une Saint-Charlemagne à Pont-Seine, fantaisie, RB., 23, p. 105-09.
- 1893. La pendule de M. Corbineau, RB., 51, p. 759-63.
- 1895. L'émigrante, nouvelle, RB., IV, p. 645-49 ; 678-82.
- 1897. Hist. d'Ubaldo Ziani, nouvelle, RB., VII, p. 202-07 ; 238-43.
- 1899. Le chevalier de Varfleur, RevHeb., VI, p. 531-48.
- 1900. Snella, RevHeb., VII, p. 338-57 ; 499-529 ; 646-63.
- 1906. L'écrasement (r), Cor., 225, p. 1120-56 ; 226, p. 83-116 ; 326-60 ; 487-516 ; 710-39.

Periódicos
- 1901. Bordeaux, II. — Les colonnes infernales, C. F., RevHeb., XI, p. 544-54.

.

## Charles Foley em língua portuguesa
- Princesa de uma noite (Princesse d'un soir), Livraria Civilização, Colecção Ciclame
- A prima desconhecida (La cousine inconnue, publicado na França em 1930 pela Flammarion), Civilização, Tradução de Alice Ogando, 1940
- A Milionária, Livraria Civilização
- A Tia Jane, Livraria Civilização
- Flor de Sombra (Fleur d’ombre), Livraria Civilização
- Pupila sem tutor (Tuteur), volume 75 da Coleção Biblioteca das Moças, da Companhia Editora Nacional, tradução de Godofredo Rangel. O livro, cuja primeira edição fora em 1908, na França, foi editado também na Coleção Les Bons Romans, nº 41, pela Flammarion, s.d.
- O tormento das trevas, volume 81 da Coleção Biblioteca das Moças, da Companhia Editora Nacional, tradução de Iolanda Vieira Martins, 1940.
- O Segredo do Noivado (Le secret du fiancé), volume 82 da Coleção Biblioteca das Moças, da Companhia Editora Nacional. Tradução de A. Bernard. Na França, fora editado pela “Collection Jeunes Femmes et Jeunes Filles”, sob nº 47, pela Fayard, em 1932.
- O parque dos pássaros azuis.Livraria Civilização. Coleção Ciclame